# Abida gittenbergeri
Abida gittenbergeri es una especie de molusco gasterópodo pulmonado de la familia Chondrinidae.

## Distribución geográfica
Es endémica del norte de Gerona (España) y el extremo sur del Vallespir (Francia).